# Kaapse roodbaars
De Kaapse roodbaars (Sebastes capensis) is een straalvinnige vis uit het geslacht Sebastes en behoort derhalve tot de orde van schorpioenvisachtigen (Scorpaeniformes). De vis kan een lengte bereiken van 37 cm. 

## Leefomgeving
Sebastes capensis is een zoutwatervis. De vis prefereert een subtropisch klimaat en leeft hoofdzakelijk in de Atlantische Oceaan. De diepteverspreiding is 20 tot 275 m onder het wateroppervlak. 

## Relatie tot de mens
Sebastes capensis is voor de visserij van aanzienlijk commercieel belang. In de hengelsport wordt er weinig op de vis gejaagd. 